# Napad na pociąg pod Łunińcem
Napad na pociąg pod Łunińcem – sowiecki dywersyjny atak zbrojny jesienią 1924 na pociąg koło Łunińca (obecnie na Białorusi), w ówczesnym województwie poleskim II Rzeczypospolitej.

## Historia
Napad na pociąg pod Łunińcem był – obok ataku na miasteczko Stołpce w sierpniu 1924 – jednym z najważniejszych wydarzeń podczas sowieckiej dywersji zbrojnej prowadzonej we wschodniej części II Rzeczypospolitej po zakończeniu wojny polsko-bolszewickiej (1919–1920). Do napadu doszło 23 września 1924 na Polesiu. Dokonał go 40-osobowy oddział terrorystyczny pod dowództwem czekisty Kiryłła P. Orłowskiego, który występował jako ataman Trofim Kalinienko. W rejonie stacji kolejowej Łowcza wysadził on tory kolejowe, a następnie ostrzelał pociąg relacji Brześć–Łuniniec, którym jechali m.in. wojewoda poleski Stanisław Downarowicz, senator PSL „Piast” Bolesław Wysłouch, biskup miński Zygmunt Łoziński, komendant okręgowy Policji Państwowej insp. Józef Mięsowicz oraz kilkunastu policjantów. Opór stawił jedynie jeden z pasażerów (żydowski kupiec, który zginął) oraz policjant Dmowski i senator Wysłouch (obaj zostali ranni). Według części relacji wojewoda Downarowicz i insp. Mięsowicz zostali wychłostani. Funkcjonariusze zostali rozbrojeni, obrabowano też wszystkich pasażerów pociągu. Wojewodzie napastnicy pozostawili kartkę z napisem: Ataman Trofim Kalinienko, Kwatera Główna Timkowicze, dnia 24.IX.1924 roku. Faktycznie celem akcji było przejęcie dużej sumy pieniędzy przewożonych w wagonie pocztowym pociągu. Oddział dywersyjny zdołał wycofać się bezpiecznie do granicy z Rosją Sowiecką, pomimo wysłanego za nim pościgu. Bezpośrednim skutkiem napadu było doprowadzenie do dymisji wojewody Stanisława Downarowicza, który został oskarżony o „niegodną postawę”.
Wojewoda i inspektor Policji zostali poddani miażdżącej krytyce prasy, ponieważ nawet nie próbowali organizować obrony, a w trakcie napadu głównie byli zajęci ukrywaniem w przedziale kosztowności. Dziennikarze okrzyknęli północno-wschodnie Kresy „Dzikimi Polami” i „Meksykiem”.